# Leon Stein
Cet article possède un paronyme, voir Leo Stein (homonymie).
Pour les articles homonymes, voir Stein.
Leon Stein, né le 18 septembre 1910 à Chicago et mort le 9 mai 2002 à Laguna Woods, Californie, est un compositeur, professeur de musique classique et musicologue américain. 

## Biographie
Leon Stein intègre l'université DePaul, où il obtient son master en 1935 et son doctorat en 1949 ; il étudie avec Leo Sowerby, Eric DeLamarter, Frederick Stock et Hans Lange. Il est professeur de musique à DePaul de 1931 à 1978 ; il y est doyen de l'École de musique entre 1966 et 1976. Stein est également directeur de la Division des études supérieures à l'université De Paul de musique, Collège d'études juives, Chicago. Il dirige plusieurs ensembles de Chicago, dont le City Symphony de Chicago. 
Les compositions de Stein sont de caractère moderniste ; ses œuvres pour saxophone sont ses pièces les plus populaires. Il écrit également sur la musique, en particulier la musique juive. Ses manuscrits sont conservés à la bibliothèque Richardson de DePaul. 
Il a deux fils. 

## Ouvrages
- The Racial Thinking of Richard Wagner, 1950
- Structure and Style - the study and analysis of musical forms, Summy-Birchard, Incorporated, 1962, Expanded Edition 1979, 297 p.  (ISBN 0874871646)
- Anthology of Musical Forms, Summy-Birchard, Incorporated, 1962, 164 p.  (ISBN 0874870445)
- Fragments of Autobiography, Arno Press, New York, 1974,  (ISBN 0405060963)

## Œuvre

### Scène
- The Fisherman’s Wife (1954)
- Deirdre (1955)
- 2 ballets de musique ancienne

### Avec orchestre
- Concerto pour violon (1939)
- 3 Hassidic Dances (1940–41)
- Symphonie No. 1 (1940)
- Symphonie No. 2 (1942)
- Triptyque sur 3 Poèmes de Walt Whitman (1943)
- Symphonie No.3 (1950–51)
- Rhapsodie (1954)
- Then Shall the Dust Return (1971)
- Symphonie No. 4 (1974)
- Concerto pour violoncelle (1977)
- Concerto pour clarinette et percussion (1979)

### Musique de chambre
- Sonate pour violon et piano (1932)
- String Quartet No. 1 (1933)
- Woodwind Quintet (1936)
- Invocation and Dance (1938)
- Quintet for saxophone and string quartet (1957)
- Sextet (1958)
- Violin Sonata (1960)
- Trio for Three Bb Trumpets (or Bb Clarinets) (1958)
- Trio for Saxophone, violin, and piano, (1961)
- String Quartet No. 2 (1962)
- String Quartet No. 3 (1964)
- String Quartet No. 4 (1965)
- Sonata for tenor sax and piano (1967)
- String Quartet No.5 (1967)
- Suite for saxophone quartet (1967)
- Sonata for Solo Viola (1969)
- Suite for wind quintet (1970)
- Brass Quintet (1975)
- Duo Concertante for viola and cello (1978)
- Suite for string trio (1980)
- Three for Nine (1982)
- autres œuvres pour instruments et clavier seuls

### Vocal
- Liederkranz of Jewish Folksongs (1936)
- The Lord Reigneth (1953)
- autres œuvres chorales religieuses vers des textes hébreux et anglais